# بريانا تايلور
بريانا تايلور (بالإنجليزية: Brianna Taylor)‏ هي مغنية مؤلفة وممثلة أمريكية، ولدت في 30 مايو 1987 في بنسيلفانيا في الولايات المتحدة.